# Lonchophylla inexpectata
Lonchophylla inexpectata (Moratelli & Dias, 2015) è un pipistrello della famiglia dei Fillostomidi endemico del Brasile.

## Descrizione

### Dimensioni
Pipistrello di piccole dimensioni, con la lunghezza dell'avambraccio tra 32,3 e 36,4 mm e un peso fino a 9,5 g.

### Aspetto
Le parti dorsali sono bruno-rossastre, mentre le parti ventrali variano dal biancastro al grigiastro chiaro. Il muso è lungo, con il labbro inferiore attraversato da un profondo solco longitudinale contornato da due cuscinetti carnosi e che si estende ben oltre quello superiore. La foglia nasale è lanceolata, ben sviluppata e con la porzione anteriore saldata al labbro superiore. Le orecchie sono corte, triangolari con l'estremità arrotondata e ben separate tra loro. Le ali sono attaccate posteriormente sulle caviglie. La coda è corta e fuoriesce con l'estremità dalla superficie dorsale dell'uropatagio.

## Biologia

### Alimentazione
Si nutre di polline.

## Distribuzione e habitat
Questa specie è diffusa negli stati brasiliani orientali di Bahia e Pernambuco.
Vive nel Caatinga.

## Conservazione
Questa specie, essendo stata scoperta solo recentemente, non è stata sottoposta ancora a nessun criterio di conservazione.